# ナイン・ストーリーズ
『ナイン・ストーリーズ』（Nine Stories）は、J・D・サリンジャーの自選短編集。短編小説9編が収録されている。1953年4月6日にリトル・ブラウン社で刊行された。訳題は『九つの物語』でも刊行。
サリンジャーが雑誌に発表した短編作は多いが、本作のみが単行本として刊行された短編集である。扉には「両手の鳴る音は知る 片手の鳴る音はいかに?」という有名な禅の公案「隻手の声」が引用されている。

## 収録作品
| 題名                                 | 原題                                 | 発表誌             | 発表号        |
| ------------------------------------ | ------------------------------------ | ------------------ | ------------- |
| バナナフィッシュにうってつけの日     | A Perfect Day for Bananafish         | ザ・ニューヨーカー | 1948年1月31日 |
| コネティカットのひょこひょこおじさん | Uncle Wiggily in Connecticut         | ザ・ニューヨーカー | 1948年3月20日 |
| 対エスキモー戦争の前夜               | Just Before the War with the Eskimos | ザ・ニューヨーカー | 1948年6月5日  |
| 笑い男                               | The Laughing Man                     | ザ・ニューヨーカー | 1949年3月19日 |
| 小舟のほとりで                       | Down at the Dinghy                   | ハーパーズ         | 1949年4月     |
| エズミに捧ぐ――愛と汚辱のうちに       | For Esmé—with Love and Squalor       | ザ・ニューヨーカー | 1950年4月8日  |
| 愛らしき口もと目は緑                 | Pretty Mouth and Green My Eyes       | ザ・ニューヨーカー | 1951年7月14日 |
| ド・ドーミエ＝スミスの青の時代       | De Daumier-Smith's Blue Period       | ワールド・レヴュー | 1952年5月     |
| テディ                               | Teddy                                | ザ・ニューヨーカー | 1953年1月31日 |

## 日本語訳
- 『J.D.サリンジャー作品集』（繁尾久・武田勝彦共訳、文建書房、1964年）- グーテンベルク21（電子書籍で再刊）、2022年
  - バナナフィッシュ / 女ごころ / エスキモーとの戦い / 奇面の男 / 小舟にて / エズメのために / 男ごころ / 画家と修道女 / テディ
- 別版『サリンジャー選集（4） 九つの物語 / 大工達よ、屋根の梁を高く上げよ』（荒地出版社、1968年、新版1990年ほか）- 後者「大工～」は滝沢寿三訳
  - バナナフィッシュに最良の日 / コネチカットのウィグリおじさん / エスキモーと戦う前に / 笑っている男 / 小舟にて / エズメのために――愛と汚れ / 美しき口もと、ひとみはみどり / ド・ドミエ・スミスの青の時代 / テディ
- 『バナナ魚日和』（沼沢洽治訳、講談社、1973年 / 『九つの物語』、講談社文庫、1980年）
  - バナナ魚日和 / コネティカットのひょこひょこウサギ / 対エスキモー戦開戦前夜 / 笑い男 / 小舟での出来事 / エズメに――愛と汚れをこめて / 我が人の口愛らしく目は緑 / ド・ドミエ=スミスの青の時代 / テディー
- 『ナイン・ストーリーズ』（野崎孝訳、新潮文庫、1974年、改版1992年）
  - バナナフィッシュにうってつけの日 / コネティカットのひょこひょこおじさん / 対エスキモー戦争の前夜 / 笑い男 / 小舟のほとりで / エズミに捧ぐ――愛と汚辱のうちに / 愛らしき口もと目は緑 / ド・ドーミエ=スミスの青の時代 / テディ
- 『九つの物語』（中川敏訳、集英社文庫、1977年、改版2007年）
  - バナナフィッシュに最適の日 / コネチカットのよろめき叔父さん / 対エスキモー戦まぢか / 笑い男 / 小舟のところで / エズメのために――愛と惨めさをこめて / 愛らしき口もと目はみどり / ド・ドーミエ=スミスの青の時代 / テディー
- 『九つの物語』（鈴木武樹訳、角川文庫、1971年 / 東京白川書院「サリンジャー作品集3」、1981年）
  - バナナ魚にはもってこいの日 / コネチカットのグラグラカカ父さん / エスキモーとの戦争の直前に / 笑い男 / 下のヨットのところで / エズメのために――愛と背徳をこめて / 美しき口に、緑なりわが目は / ド・ドミエ=スミスの青の時代 / テディ
- 『ナイン・ストーリーズ』（柴田元幸訳、ヴィレッジブックス[3]、2009年、文庫版・2012年／河出文庫、2024年）
  - バナナフィッシュ日和 / コネチカットのアンクル・ウィギリー / エスキモーとの戦争前夜 / 笑い男 / ディンギーで / エズメに――愛と悲惨をこめて / 可憐なる口もと 緑なる君が瞳 / ド・ドーミエ=スミスの青の時代 / テディ